# E.L. James
E.L. James, właśc. Erika Lena Mitchell (ur. 7 marca 1963 w Londynie) – brytyjska pisarka, autorka m.in. powieści erotycznej Pięćdziesiąt twarzy Greya.

## Życiorys
Urodziła się jako córka Szkota i Chilijki. Uczyła się w prywatnych szkołach dla dziewcząt Pipers Corner School i Wycombe High School, następnie studiowała historię na University of Kent. Zatrudniona została w szkole filmowej National Film and Television School w Beaconsfield.
Zainspirowała się sagą Zmierzch autorstwa Stephenie Meyer, zaczynała jako autorka fanfików, publikując swoją twórczość w serwisach internetowych pod pseudonimem Snowqueens Icedragon. Rozpoznawalność i popularność przyniosła jej pierwsza powieść erotyczna dla kobiet Pięćdziesiąt twarzy Greya. Książka i dwie kolejne części cyklu (Ciemniejsza strona Greya oraz Nowe oblicze Greya) sprzedały się na całym świecie w kilkudziesięciu milionach egzemplarzy. Pozycje te znalazły się na czele list bestsellerów. Księgarnia internetowa Amazon.com poinformowała, że w Wielkiej Brytanii sprzedano więcej egzemplarzy Pięćdziesięciu twarzy Greya niż ostatniej części cyklu Harry Potter. W 2015 odbyła się premiera nakręconego na podstawie pierwszej części serii filmu Pięćdziesiąt twarzy Greya, w którym główne role zagrali Dakota Johnson i Jamie Dornan.
E.L. James w 2012 została umieszczona na liście 100 najbardziej wpływowych ludzi magazynu „Time”. Za Pięćdziesiąt twarzy Greya w 2012 otrzymała nagrodę National Book Award.
E.L. James jest mężatką, ma dwoje dzieci.

## Powieści
- Pięćdziesiąt twarzy Greya (Fifty Shades of Grey), 2011 (wyd. polskie 2012)
- Ciemniejsza strona Greya (Fifty Shades Darker), 2012 (wyd. polskie 2012)
- Nowe oblicze Greya (Fifty Shades Freed), 2012 (wyd. polskie 2013)
- Grey. Pięćdziesiąt twarzy Greya oczami Christiana (Grey: Fifty Shades of Grey as Told by Christian), 2015 (wyd. polskie 2015)
- Mroczniej. Ciemniejsza strona Greya oczami Christiana (Darker: Fifty Shades Darker as Told by Christian), 2017 (wyd. polskie 2018)
- The Mister, 2019